# Humanes
Humanes ist eine zentralspanische Kleinstadt und eine Gemeinde mit 1.784 Einwohnern (Stand: 2024) in der Provinz Guadalajara in der Autonomen Gemeinschaft Kastilien-La Mancha. Zur Gemeinde gehört die Wüstung Peñahora. 

## Geografie
Humanes befindet sich etwa 75 Kilometer nordöstlich von Madrid und etwa 25 Kilometer nördlich von Guadalajara in einer Höhe von ca. 755 m am Río Henares. 

## Bevölkerungsentwicklung
| Bevölkerung | Bevölkerung | Bevölkerung | Bevölkerung | Bevölkerung | Bevölkerung |
| 1970        | 1981        | 1991        | 2001        | 2011        | 2021        |
| ----------- | ----------- | ----------- | ----------- | ----------- | ----------- |
| 1188        | 1295        | 1193        | 1194        | 1521        | 1577        |

## Sehenswürdigkeiten

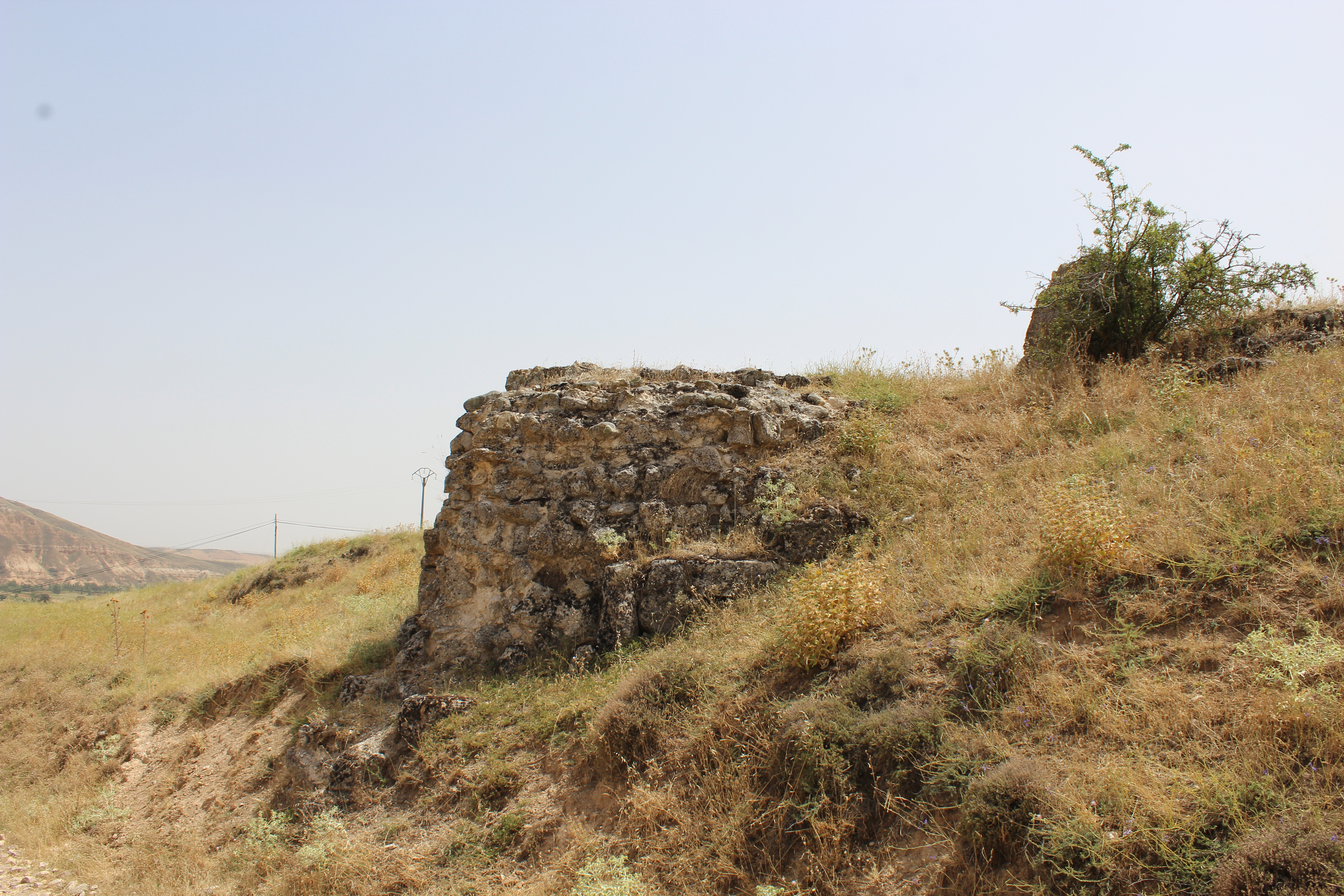
Reste der Burg von Peñahora
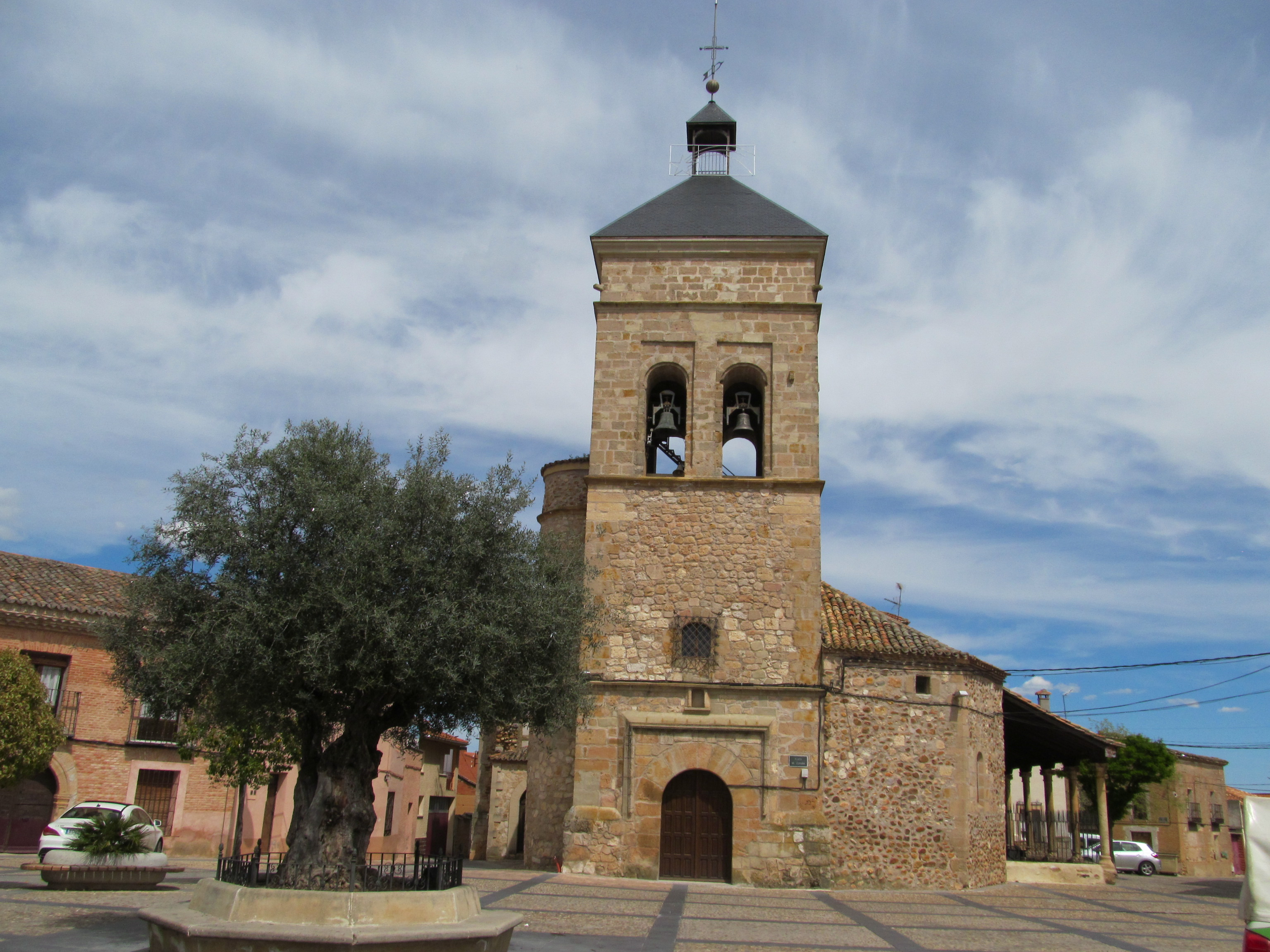
Stefanskirche (Iglesia de San Esteban)
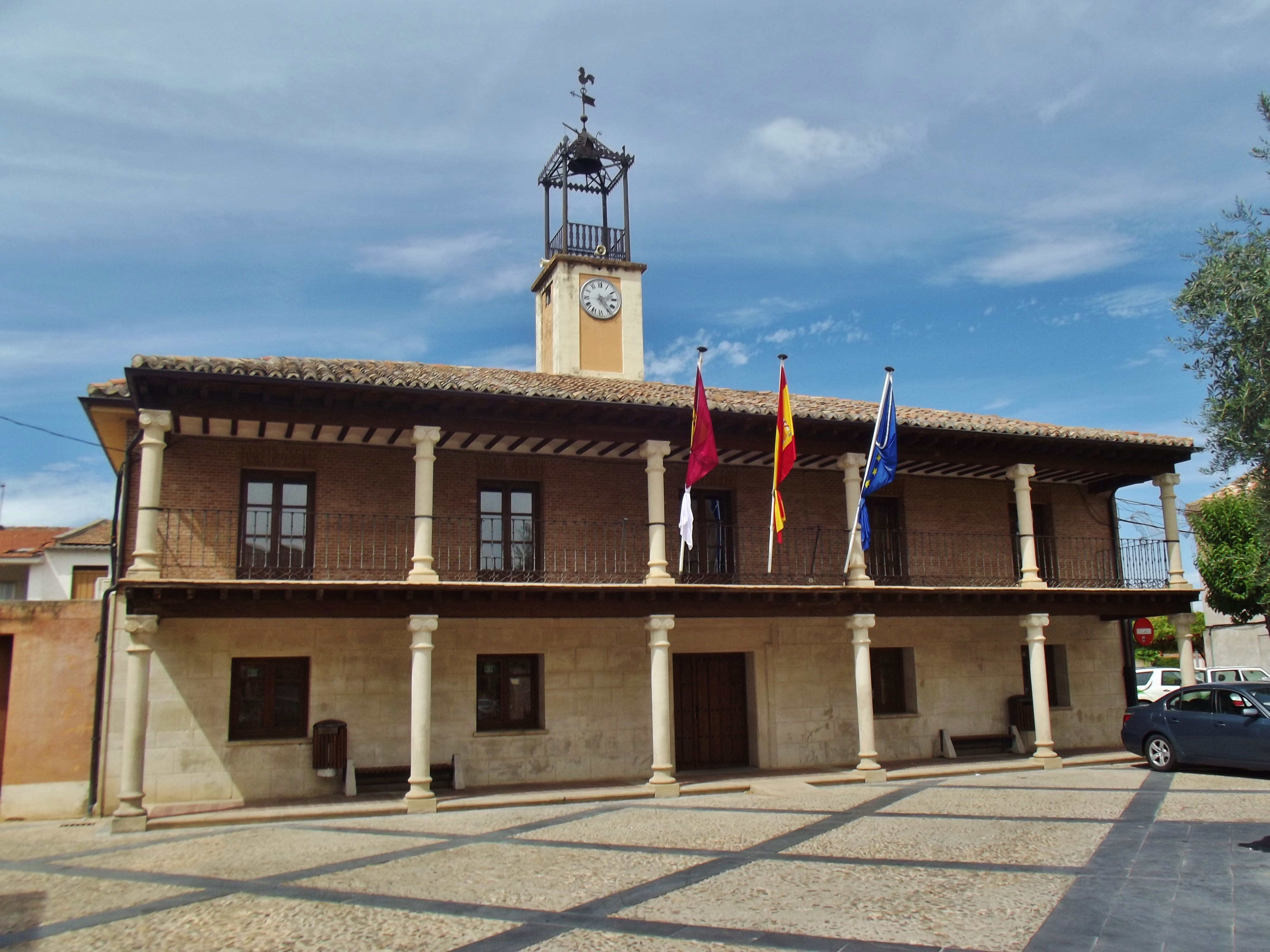
Rathaus

- Reste der Burg von Peñahora
- Stefanskirche
- Rathaus

## Persönlichkeiten
- Ramón de Garciasol (eigentlich Miguel Alonso Calvo, 1913–1994), Schriftsteller